# 102e division d'infanterie de forteresse
Pour les articles homonymes, voir 102e division.
La 102e division d'infanterie de forteresse est le nom d'une unité de l’Armée française de la Seconde Guerre mondiale, affectée à la Ligne Maginot. Elle est créée par transformation du secteur défensif des Ardennes en mars 1940. La division combat face à la Wehrmacht pendant la bataille de France en mai 1940.

## Commandants
- 1940 : François Arthur Portzert (ru)

## Seconde Guerre mondiale

### Drôle de guerre
La 102e division d'infanterie de forteresse est l'une des deux divisions du XLIe corps d'armée de forteresse (9e armée). Elle n'est pas concernée par les manœuvre Dyle et Escaut : elle doit continuer à occuper la Meuse entre Anchamps et Pont-à-Bar (Donchery), en liaison sur sa gauche avec la 61e division d'infanterie et à droite avec la 55e division d'infanterie de la 2e armée. Elle a à défendre ainsi 40 km de front. Division de forteresse, sa valeur est estimée moitié moindre que celle d'une division d'infanterie classique.
Contrairement aux autres divisions de forteresses, elle n'est pas renforcée par des unités de campagnes mais la 53e division d'infanterie, réserve de la 9e armée, est susceptible d'intervenir à son profit.

### Composition
Au 10 mai 1940 :
Infanterie
- 148e régiment d'infanterie de forteresse
- 42e demi-brigade de mitrailleurs coloniaux
- 52e demi-brigade de mitrailleurs coloniaux
- 3e bataillon de mitrailleurs

Artillerie
- 160e régiment d'artillerie de position
- 147e compagnie d'ouvriers d'artillerie
- 167e section de munitions automotible

Génie
- compagnie de sapeurs mineurs 227/1

Transmissions
- compagnie télégraphique 227/81
- compagnie radio 227/82

Train
- compagnie hippomobile 217/2
- compagnie automobile 447/2

Intendance
- groupe d'exploitation divisionnaire 447/2
- 447e groupe sanitaire divisionnaire

### Rattachements
La 102e division d'infanterie de forteresse était rattachée au 41e corps d'armée.